# Antonio Carlos Scavone
Antonio Carlos Scavone (São Paulo, 10 de março de 1940 - Orly, França, 11 de julho de 1973) foi um ex-piloto, jornalista e o responsável por trazer a Fórmula 1 para o Brasil.
Scavone tentou a carreira de piloto correndo na Fórmula 3, mas desistiu pelo desgosto que teve devido a desorganização das disputas. Em agosto de 1964 sofreu um grave acidente quando corria na segunda edição do Circuito Araraquara de Automobilismo pela equipe Willys, deixando de vez o desejo de pilotar carros em competições automobilísticas.
Longe das pistas como piloto, se aproximou delas como jornalista. Fundou, em 1964, a revista eletrônica AutoEsporte levado ao ar pela TV Globo em 1964 na qual foi também o apresentador. Iniciou em 1970 o trabalho para incluir o Brasil no calendário da Fórmula 1. Abriu a empresa Scavone Promoções e Empreendimentos e começou a trabalhar no projeto de trazer a Fórmula 1 especificamente para o Autódromo de Interlagos, que havia passado por uma longa reforma. A partir daí, começou a organizar várias provas internacionais, que valeram mais tarde a homologação da pista junto à F1. Em 1970, veio a Fórmula Ford. Em 1971, foi a vez da Fórmula 3 e da Fórmula 2.
Em 1972, aconteceu a primeira edição do Grande Prêmio do Brasil, realizado em 30 de março ainda como uma prova extracalendário. Aprovada, a prova ganhou a primeira edição oficial em 11 de março de 1973, com a vitória de Emerson Fittipaldi. Desde então, o Brasil entrou definitivamente no calendário da Fórmula 1 e prosseguiu todos os anos, ininterruptamente, com provas em solo brasileiro até o ano de 2020, quando a competição foi cancelada por conta da pandemia de Covid-19, voltando somente em 2022 com o novo nome de GP de São Paulo.
Scavone morreu precocemente aos 33 anos por conta de um acidente aéreo (Voo Varig 820). Deixou dois filhos de dois casamentos: Fábia, do seu casamento com Cláudia Dias de Souza (que mais tarde se converteu ao budismo e assumiu a identidade de Monja Coen) e Alexei, do casamento que teve com a atriz Líria Marçal.
O seu corpo está sepultado no Cemitério São Paulo, no bairro de Pinheiros, na capital paulista.

## Morte
Em 1973, Scavone era comentarista de Fórmula 1 pela TV Globo, instituição em que também era diretor. Em 11 de julho de 1973, viajou de São Paulo (com escala no Rio de Janeiro) em direção à Londres em companhia do narrador Júlio Delamare para cobrirem o Grande Prêmio que ocorreria na capital da Inglaterra. Seria o Grande Prêmio de Silverstone de Fórmula 1.
O voo Varig RG 820 não conseguiu chegar até Londres. Um incêndio em um dos banheiros da aeronave, já no fim do trajeto, encheu de fumaça o Boeing 707 prefixo PP-VJZ. O comandante tentou um pouso de emergência no aeroporto de Orly, na capital francesa, mas não conseguiu, chocando a aeronave em um campo de cultivo de vegetais entre os vilarejos de Saussier e Saulx-les-Chartreux, aproximadamente seis quilômetros próximo de Paris. Dos 134 ocupantes, entre passageiros e tripulantes, 122 morreram.
Scavone foi umas das vítimas fatais, intoxicadas pela inalação da fumaça decorrente do incêndio na aeronave ocorrido durante a aterrissagem.